# Тальменка (Яшкинський округ)
Та́льменка (рос. Тальменка) — селище у складі Яшкинського округу Кемеровської області, Росія.

## Населення
Населення — 34 особи (2010; 60 у 2002).
Національний склад (станом на 2002 рік):
- росіяни — 93 %